# Non ti muovere
Non ti muovere (en italià No et moguis) és una pel·lícula de coproducció hispano-italo-britànica del 2004 dirigida per Sergio Castellitto i amb guió del propi Sergio Castellitto basant-se en una novel·la de Margaret Mazzantini. El llargmetratge es va estrenar a Itàlia el 2004. Posteriorment es va presentar en la secció oficial dels Premis David di Donatello atorgats per l'Acadèmia del Cinema Italià on va obtenir 11 nominacions i dos premis: Millor actor (Castellitto) i actriu (Cruz). Fou exhibida a la secció Un Certain Regard del 57è Festival Internacional de Cinema de Canes.

## Argument
Després de patir un accident de moto, una adolescent (Angela) es debat entre la vida i la mort a l'hospital on Timoteo, el seu pare, exerceix de cirurgià. Mentre s'efectua una complicada operació ell, que refusa intervenir, rememora els fets que han conduït al fet que aquesta filla existeixi. Perquè no estava en l'estret horitzó de Timoteo i Elsa tenir fills. ‘Perfecte’ matrimoni burgès en què tot es redueix a rutina i bones maneres, una avaria en l'automòbil del doctor canvia les coses. Obligat a romandre en una barriada miserable mentre reparen el cotxe, Timoteo coneix Italia, jove d'origen albanès que habita en una casa insalubre. Embriac pel vodka amb què ha entretingut l'espera, i potser empès per la seva pròpia vida buida i la sospita mai confirmada de la infidelitat d'Elsa, viola brutalment a la pobra noia. Quan l'endemà acudeix a disculpar-se, torna a forçar-la, i així inicia una relació de violència sexual, que li serveix per escapar de la seva gàbia d'or. Encara que pot ser que escapar de la gàbia d'or sigui una altra cosa.

## Repartiment
- Penélope Cruz - Italia
- Sergio Castellitto - Timoteo
- Claudia Gerini - Elsa
- Marco Giallini - Manlio
- Angela Finocchiaro - Ada
- Pietro De Silva - Alfredo
- Elena Perino - Angela
- Vittoria Piancastelli - Raffaella
- Renato Marchetti - Pino

## Premis i candidatures
Premis David di Donatello
- Millor actor: Sergio Castellitto
- Millor actriu: Penélope Cruz
- Un total d'11 nominacions

Premis del Cinema Europeu
Millor actriu europea: Penélope Cruz (guanyadora)
Medalles del Cercle d'Escriptors Cinematogràfics de 2004
- Nominada al millor guió original

XIX Premis Goya
- Nominada al Goya al millor guió adaptat